# 3-centra-4-elektronbinding
Een 3-centra-4-elektronbinding, vaak afgekort tot 3c-4e-binding, is een type chemische binding waarin drie atomen door middel van vier elektronen met elkaar verbonden zijn. Dit bindingsconcept wordt gebruikt om de bindingen in hypervalente moleculen, zoals fosforpentabromide en zwavelhexafluoride, en edelgasverbindingen (zoals xenontetrafluoride en kryptondifluoride) te verklaren. Het staat ook bekend als het Pimentel-Rundle-model, naar de Amerikaanse scheikundige George Claude Pimentel, die voortbouwde op eerder werk van Robert E. Rundle.

## Kwantummechanische benadering
Het model gaat uit van 3 collineaire atomen, bijvoorbeeld in xenondifluoride. Dit moleculair systeem kan beschreven worden door een set van 3 moleculaire orbitalen, die gevormd worden uit een lineaire combinatie van de p-orbitalen van de samenstellende atomen. De binding tussen xenon en fluor geschiedt door de overlap van een gevuld p-orbitaal van het centrale xenonatoom, met twee halfgevulde p-orbitalen van de fluoratomen. Dit resulteert in een gevuld bindend moleculair orbitaal (ψ1), een gevuld niet-bindend moleculair orbitaal (ψ2) en een leeg antibindend moleculair orbitaal (ψ3). De bindingsorde van iedere xenon-fluor-binding bedraagt 1/2, aangezien het enige bindende orbitaal is gedelokaliseerd over beide xenon-fluor-bindingen.

Moleculaire orbitalen van xenondifluoride

De HOMO van dit systeem is het niet-bindend moleculair orbitaal. De elektronendensiteit is hier gelokaliseerd op de twee fluoratomen, in overeenstemming met de hogere elektronegativiteit van fluor.
Zwaveltetrafluoride wordt op gelijkaardige manier beschreven. Twee van de vier zwavel-fluor-bindingen zijn normale covalente bindingen (2-centra-2-elektronbindingen) en één zwavel-fluor-binding wordt beschreven door een 3-centra-4-elektronbinding. In fosforpentabromide zijn er 3 normale covalente bindingen en één 3-centra-4-elektronbinding. In zwavelhexafluoride, xenontetrafluoride en xenonhexafluoride kunnen alle bindingen beschreven worden als 3-centra-4-elektronbindingen.

## Lewisstructuren
In overeenstemming met de kwantummechanische beschrijving van de 3-centra-4-elektronbinding dient de Lewisstructuur enigszins te worden aangepast. Voor xenondefluoride is dit:
Deze voorstelling lijkt op het genereren van resonantiestructuren. De octetregel wordt hierbij niet verbroken, de bindingsorde is 1/2 en er is een verhoogde elektronendensiteit op fluor (door de negatieve ladingen).